# Kris Holmes

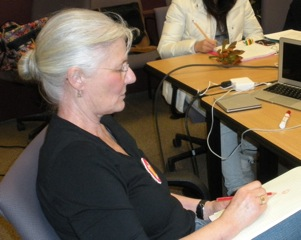
Kris Holmes in 2011

Kris Holmes (Reedley (Californië), 19 juli 1950) is een Amerikaans letterontwerpster.

## Opleiding
Holmes studeerde van 1968-1971 op de Reed College in Portland, Oregon (onder andere vakken kalligrafie door Lloyd Reynolds en Robert Paladino), vervolgens een dansopleiding in New York, waarna ze in 1976 haar studie in lettertekenen vervolgde op de School of Visual Arts in New York, met onder andere collega student Ephram E. Benguiat.
In 1979 volgde ze op Rochester Institute of Technology in New York een vervolgstudie, in kalligrafie en letterontwerpen door Hermann Zapf.

## Werk
Samen met Charles Bigelow sticht ze in 1976 haar eigen bedrijf: letteruitgeverij Bigelow & Holmes. Ze ontwierpen in opdracht van Apple en Microsoft enkele (scherm)lettertypen, waaronder Lucida.

## Lettertypen
Enkele lettertypen door Kris Holmes zijn;
- Leviathan (1979)
- Shannon (met Janice Prescott, 1982)
- Baskerville (revival, 1982)
- Caslon (revival, 1982)
- ITC Isadora (1983)
- Sierra (1983)
- Lucida (met Charles Bigelow, 1985)
- Galileo (1987)
- Apple New York (1991)
- Apple Monaco (1991)
- Apple Chancery (1994)
- Kolibri (1994)